# Hillia allenii
Hillia allenii är en måreväxtart som beskrevs av Charlotte M. Taylor. Hillia allenii ingår i släktet Hillia och familjen måreväxter. Inga underarter finns listade i Catalogue of Life.